# Egentlige ørne
Aquila (egentlige ørne) er en slægt af fugle i høgefamilien med omkring 11 arter, der tilsammen er udbredt på alle kontinenter bortset fra Sydamerika og Antarktis. Skrigeørnene (Clanga) er ofte medtaget i denne slægt.
Arterne i slægten Aquila er store eller meget store, brunlige rovfugle. Halen er ret kort og lige afskåret. Mellemfoden er fjerklædt.

## Arter
- Rovørn, Aquila rapax
- Steppeørn, Aquila nipalensis
- Spansk kejserørn, Aquila adalberti
- Kejserørn, Aquila heliaca
- Molukørn, Aquila gurneyi
- Kongeørn, Aquila chrysaetos
- Kilehaleørn, Aquila audax
- Verreauxørn, Aquila verreauxii
- Skovhøgeørn, Aquila africana [2]
- Høgeørn, Aquila fasciata [3]
- Afrikansk høgeørn, Aquila spilogaster [4]